# Pediculosis pubis
Pediculosis pubis je bolest uzrokovana stidnim vašima (lat. Phthirus pubis), parazitskim insektom zloglasnim po infestaciji ljudskih genitalija. Ova vrsta može takođe da živi na drugim delovima tela sa dlakom, kao što su trepavice izazivajući pediculosis ciliaris. Infestacija obično dovodi do intenzivnog svraba. Lečenje sa topičkim agensima kao što su permetrin ili piretrini sa piperonil butoksidom je veoma efikasna. Ovo oboljenje zahvata oko 2% svetske populacije.

## Klasifikacija
Infestacija stidnim vašima se naziva phthiriasis pubis, dok je infestacija očnih kapaka phthiriasis palpebrarum.

## Znaci i simptomi
Glavni simptom je svrabež, obično u području stidnih dlaka, što je posledica hipersenzitivnosti na pljuvačku vaši, koja može da se pojača tokom dve ili više nedelja nakon inicijalne infestacije. U nekim slučajevima, karakteristične zeleno-plave ili škriljasto obojene mrlje se pojave (maculae caeruleae) na mestima hranjenja, što može da traje danima. Gnjide ili žive vaši takođe mogu biti vidljive golim okom.

## Spoljašnje veze
- Stidne vaši
- „Edinburška kraljevska ambulanta o stidnim vašima” (PDF). Архивирано из оригинала (PDF) 26. 9. 2006. г.
- „Genetička analiza vaši”. Архивирано из оригинала 5. 4. 2004. г.

|  | Molimo Vas, obratite pažnju na važno upozorenje u vezi sa temama iz oblasti medicine (zdravlja). |